# Ganesh Prasad
Ganesh Prasad (* 15. November 1876 in Ballia, Uttar Pradesh; † 9. März 1935 in Agra) war ein indischer Mathematiker. Er gilt als einer der Väter moderner mathematischer Forschung in Indien.

## Leben
Prasad stammte aus einer gut situierten Kayastha-Familie. Er studierte am Muir Central College in Allahabad (Bachelorabschluss in Mathematik 1895 mit Bestnoten) und an der Universität Allahabad und der Universität Kalkutta. Er wurde an der Universität Allahabad promoviert (der erste Doktortitel eines Inders in Mathematik, Sc. D. 1898). Danach lehrte er in Allahabad unter anderem am Muir Central College, bevor er 1899 zu weiteren Studien an die Universität Cambridge ging, wo er bei Andrew Russell Forsyth, Joseph Larmor, H. F. Baker und Ernest William Hobson studierte. Er nahm mit der Arbeit On the constitution of matter and the analytical theories of heat am Adams-Preis-Wettbewerb teil (ohne ihn zu gewinnen) und studierte dann an der Universität Göttingen bei Felix Klein, David Hilbert und Arnold Sommerfeld. Sein Adams-Preis Essay wurde auf Vermittlung von Klein in den Göttinger Abhandlungen publiziert.
1904 kehrte er nach Indien zurück und wurde Professor am Muir Central College in Allahabad. Ein Jahr später trat Sudhakara Dvivedi am Queen’s College in Benares in den Ruhestand und Prasad wurde dorthin als sein Nachfolger geschickt. Da er dort der einzige Mathematikprofessor war, hatte er eine starke Lehrbelastung. 1914 wurde er Professor an der Universität Kalkutta, 1917 war er wieder in Benares an der Universität, an der er den Mathematikunterricht neu organisierte. 1923 war er wieder Professor in Kalkutta (Hardinge Professor of Mathematics) und blieb dort bis zu seinem Tod bei einer Konferenz an der Universität Agra, die er mit gründete.
1924 wurde er Präsident der Calcutta Mathematical Society und Vizepräsident der Indian Association for the Advancement of Science. Er war Gründungsmitglied des National Institute of Sciences India (NISI), der späteren Indian National Science Academy (INSA). Er war Gründer der Benares Mathematical Society.
Er befasste sich mit Potentialtheorie, Summierbarkeit von Reihen und speziellen Funktionen der mathematischen Physik und schrieb einen Treatise on spherical harmonics and the functions of Bessel and Lamé (über Kugelflächenfunktionen und Besselfunktionen). Er schrieb auch ein Buch über Mathematiker im 19. Jahrhundert (von dem nur die ersten beiden von drei Bänden erschienen).
Er engagierte sich stark für den elementaren Mathematikunterricht auf dem Land in Uttar Pradesh. Er stiftete aus seinem eigenen Vermögen für die Ausbildung von Mädchen und Preisgelder für Studenten an der Universität Agra und stiftete für die Universitäten in Allahabad und Benares.
Zu seinen Schülern zählen A. N. Singh und B. B. Datta, die Autoren der History of Hindu Mathematics (2 Bände), sowie B. N. Prasad (1899–1966), ein in Liverpool und Paris ausgebildeter Analytiker, der Professor in Allahabad war und Gründer der Allahabad Mathematical Society.

## Schriften
- Some great mathematicians of the nineteenth century: their lives and their works, 2 Bände, Banaras 1933, 1934